# Chingford
Chingford er et distrikt i det nordøstlige London i London Borough of Waltham Forest ca. 16 km nordøst for Charing Cross.